# Cortinarius exlugubris
Cortinarius exlugubris är en svampart som beskrevs av Soop 2001. Cortinarius exlugubris ingår i släktet Cortinarius och familjen spindlingar.   Inga underarter finns listade i Catalogue of Life.